# Каулонија
Каулонија је насеље у Италији у округу Ређо ди Калабрија, региону Калабрија.
Према процени из 2011. у насељу је живело 1337 становника. Насеље се налази на надморској висини од 260 м.

## Становништво
| 1951.  | 1961.  | 1971.  | 1981. | 1991. | 2001. | 2011. |
| ------ | ------ | ------ | ----- | ----- | ----- | ----- |
| 13.004 | 10.998 | 10.080 | 8.281 | 8.259 | 7.756 | 7.060 |